# George Taylor (politik)
George Taylor (1716 Irsko – 23. února 1781 Pensylvánie) byl politik státu Pensylvánie. Jako delegát se zúčastnil kontinentálního kongresu za stát Pensylvánie a byl signatářem Deklarace nezávislosti za tento stát. Dnes je jeho bývalý domov, George Taylor Haus v Catasauqua v Lehigh County v Pensylvánii národní kulturní památka vlastněná čtvrtí Catasauqua.

## Životopis

### Počátky v pensylvánské kolonii

Znak George Taylor

George Taylor se narodil v Irsku. Když mu bylo dvacet let emigroval do Ameriky. Do Filadelfie se dostal v roce 1736. Podle biografií z počátku 18. století signatářů Deklarace nezávislosti byl synem protestantského duchovního. Aby zaplatil za svůj lodní lístek, pracoval u Samuela Savage jako dělník v železárnách Warwick Furnace a Coventry Forge. Nastoupil jako dělník, ale pravděpodobně když Savage zjistil, že Taylor není nevzdělaný, povýšil ho na účetního.
V roce 1742 Savage zemřel a později toho roku se Taylor oženil s jeho vdovou Ann Taylor Savage. Během následujících deseti let Taylor řídil obě železárny. Když Savageův syn Samuel dosáhl zákonného věku v roce 1752, syn převzal vlastnictví továren podle podmínek poslední vůle jeho otce.
Taylor zůstal ve Warwick Furnace do roku 1755. Pronajal si Durham Furnace v Upper Bucks County. Železárny, postavené v roce 1727, byly založeny skupinou investorů, kteří patřili mezi nejbohatší a nejvlivnější muže v Pensylvánii, včetně Jamese Logana, čtrnáctého starosty Filadelfie a Williama Allena (William Allen Alsop), později hlavního soudce Pensylvánie a zakladatele Allentownu (tehdy Northampton Town).

### Veřejný život, soukromý majetek
Krátce poté Taylor vstoupil do veřejného života a pracoval jako smírčí soudce v Bucks County v letech 1757–1763. Když vypršela doba pronájmu Durham Furnace, Taylor se s rodinou přestěhoval do Eastonu v Pensylvánii, krajského města Northampton County. V roce 1761 získal Bachmann's Tavern, později známou jako Easton Haus. V roce 1764 byl Taylor byl pověřen funkcí smírčího soudce v Northampton County a s podporou Williama Allena byl zvolen do "Pennsylvania Provincial Assembly" (Národní shromáždění Pensylvánie). Během tohoto období, Taylor koupil 331 akrů (1.34 km2) poblíž Allentownu v Biery's Port (nyní část čtvrti Catasauqua). Postavil impozantní dvoupatrový georgiánský kamenný dům na útesu s výhledem na řeku Lehigh. Dům byl dokončen v roce 1768, ale krátce po nastěhování rodiny jeho žena Ann zemřela.
Taylor zde nadále žil dalších několik let a na nějaký čas si půdu pro farmaření. V roce 1776, dva roky poté, co se přestěhoval zpět do Durhamu, svůj majetek prodal. O dvě století později, 17. července 1971, byl dům George Taylora označen za národní kulturní památku. Taylor věřil, že ideologie nikoli ekonomika je určujícím faktorem politického chování. Věřil, že rok 1789 přijde politická revoluce se sociálními důsledky.

### Ve službě revoluci
V roce 1774 stále žil v Biery's Port. Získal další smlouvu na pronájem provozu v železárnách v Durhamu, které právě získal Joseph Galloway, filadelfský právník a mluvčí "Pennsylvania Assembly" (1766–74). Poté, co nedokázal získat podporu ve "First Continental Congress" prvním kontinentálním kongresu pro svůj plán odvrátit odloučení od Británie, Galloway rezignoval jako mluvčí a odmítl se zúčastnit druhého kontinentálního kongresu v roce 1775.
V roce 1775 byl Taylor znovu zvolen do shromáždění "Provincial Convention" a zúčastnil se jednání z 23. ledna. V červenci, jako významný člen pensylvánské kolonie připravující se na válku byl ustanoven do funkce plukovníka ve třetím praporu pensylvánské milice.
O dva týdny později, 2. srpna, Taylor získal smlouvu s pensylvánským výborem bezpečnosti "Committee of Safety" na dodávku dělostřelecké munice. 25. srpna, s dodávkou 258 dělových koulí vážících od 18 do 32 liber, se Durham Furnace stala první železárnou v Pensylvánii, která zásobovala municí kontinentální armádu.

### Signatář Deklarace nezávislosti
Dne 2. července 1776, kontinentální kongres hlasoval pro nezávislost a o dva dny později, 4. července 1776 přijal Deklaraci nezávislosti. Před hlasováním o nezávislosti bylo pět pensylvánských delegátů, všechno loajalisté, nuceno rezignovat. 20. července byl Taylor mezi náhradníky jmenovanými Shromážděním.
Jednou z jeho prvních povinností jako člena Kongresu bylo připojit svůj podpis k Deklaraci nezávislosti, což udělal 2. srpna, spolu s dalšími delegáty. Z 56 signatářů byl jedním z pouhých osmi, kteří se narodili v cizině.

### Další roky
Taylorova služba v Kongresu byla krátká, něco přes sedm měsíců. 17. února 1777, když Shromáždění jmenovalo novou delegaci z Pensylvánie, byl Taylor jedním ze sedmi pensylvánských signatářů kteří nebyli znovu jmenováni. Místo toho byl v březnu jmenován do Pensylvánské nejvyšší výkonné rady, "Supreme Executive Council", která podle nové ústavy převzala vládu nad provincií. Taylor se zúčastnil schůzí rady od 4. března do 5. dubna, ale onemocněl a byl upoután na lůžku déle než měsíc. Následně z výkonné rady odešel, čímž ukončil svou veřejnou kariéru..

Taylor nadále vyráběl střelivo pro kontinentální armádu a námořnictvo. Nedlouho poté, co byla vyhlášena nezávislost, však Joseph Galloway uprchl z Filadelfie. Nejprve hledal útočiště u britského gen. Williama Howa a později uprchl do Anglie. Galloway byl následně usvědčen Shromážděním jako zrádce a jeho majetek, včetně Durham Furnace byl zabaven.
Taylor podal odvolání k Nejvyšší výkonné radě, která mu umožnila dalších pět let jeho pronájmu, ale v roce 1779 byl Durham Furnace jako majetek propadlý prodán novému majiteli. Taylor si našel dalšího společníka a pronajal si Greenwich Forge, nyní Warren County, New Jersey. Jeho zdraví se zhoršilo, v dubnu 1780 se vrátil zpět do Eastonu, kde zemřel 23. února 1781, ve věku 65.

### Osobní život Georga Taylora
O jeho životě před příchodem do Filadelfie v roce 1736 není známo mnoho. Obecně se má za to, že se narodil v Severním Irsku, možná v Ulsteru. Rodina jeho ženy Ann přišla do Pensylvánie z anglického Wiltshire v roce 1684. Rodina patřila do kvakerského spolku "Society of Friends". V roce 1733 byla Ann ze spolku vyloučena pro její sňatek se Samuelem Savageem, tedy mimo kvakerskou společnost.
George a Ann Taylor měli dvě děti: dceru Ann, která byla nazvána Nancy a zemřela někdy v dětství, a syna Jamese, který se narodil ve Warwick Furnace v roce 1746. James studoval právo poté, co se jeho rodiče přestěhovali do Eastonu v roce 1763. V roce 1767 se oženil se s Elizabeth Gordonovou, sedmnáctiletou dcerou právníka Lewise Gordona. Pár zpočátku žil ve Eastonu, ale přestěhoval se do Allentownu, kde James praktikoval právo až do své smrti v roce 1775. Taylorové měli pět dětí: George, Thomas, James, Jr., Ann a Mary.

### Taylorova závěť a místo posledního odpočinku
Závěť byla podána v lednu 1781, měsíc před jeho smrtí. Taylor odkázal ₤ 500 Georgeovi, jeho nejstaršímu vnukovi, a dalších ₤ 500 Naomi Smithové, jeho hospodyni, “ oceňujíc její velkou péči a starost o mne po několik let.“
Zbytek Taylorova majetku měl být rozdělen rovnoměrně mezi vnoučata a pět dětí, které zplodil s Naomi Smithovou v letech následujících po smrti jeho manželky: Sarah, Rebecca, Naomi, Elizabeth a Edward. Zdá se, že tyto odkazy nebyly nikdy splněny. Taylor měl v posledních letech finanční potíže a právní spletence nad Durhamovými a Greenwichskými železárnami se táhly až do roku 1799, kdy byl jeho majetek posouzen jako insolventní.
George Taylor byl pohřben na hřbitově St. John's Lutheran Church v Eastonu. Dům, který si pronajal v posledních dnech, se nyní nazývá Parsons-Taylorův dům. Byl postaven zakladatelem Eastonu Williamem Parsonsem v roce 1753 a dnes je nejstarším městským domem. V roce 1870 byl kostel i s pozemky prodán pro stavbu veřejné školy, Taylor byl znovu pohřben na Eastonském hřbitově. V roce 1855 mu tam místní obyvatelé postavili pomník.

## Poznámka
Nejvyšší výkonná rada společenství v Pensylvánii byla výkonnou pobočkou státní vlády v Pensylvánii mezi lety 1777 a 1790. V jejím čele stál prezident a viceprezident. Nejznámějším členem Rady byl Benjamin Franklin, který byl také jejím šestým prezidentem.